# Das Land meiner Väter
Das Land meiner Väter sind Lebenserinnerungen von Wayne Johnston, die erstmals 1999 unter dem englischen Titel Baltimore’s Mansion. A Memoir bei Alfred A. Knopf in Toronto erschienen.
In diesem großen Neufundland-Roman haben Charlie und sein Sohn Arthur offenbar ein Geheimnis. Wayne, der Enkel Charlies, möchte es herausbekommen. Sein Vater Arthur aber hält dicht. Trotzdem macht der Autor einen Versuch, dem Leser das Geheimnis anzuvertrauen.

## Die Väter
Wayne Johnston erzählt hauptsächlich aus dem Leben seines Vaters Arthur Reginald Johnston, genannt Art. Einen besonderen Platz in den Familienerinnerungen nehmen noch Geschichten aus dem Leben des Schmieds Charlie Johnston aus Ferryland ein. Das ist der Großvater Wayne Johnstons väterlicherseits. Die Nebenrolle unter den drei Vätern spielt der Großvater mütterlicherseits, ein ehemaliger Fischer aus Goulds mit dem Familiennamen Everard (S. 57).
Die anderen Familienmitglieder werden – wie der Buchtitel nahelegt – am Rande erwähnt: die beiden Großmütter Nan (auch: May) Johnston und Lucy Everard sowie Waynes Geschwister – die Brüder Brian, Ken und Craig (S. 206) sowie die Schwester Stephanie (S. 277).
Episoden aus dem Leben seiner lieben Mutter Genevieve Johnston, geb. Everard, hat der Autor in anrührenden Geschichten erzählerisch verarbeitet (S. 202). Wayne Johnston beschreibt die Eltern ärmer als die Ärmsten der Armen (S. 165).
Art, Jahrgang 1928 (S. 282), soll nach dem Willen des Vaters Fischer werden. Der Beruf des Hufschmieds habe keine Zukunft (S. 48). Also bringt ihm der Vater den Fischfang bei. Art will weg von der Fischerei. Anfang September 1948 (S. 233) beginnt er an der Agrarwissenschaftlichen Hochschule in Truro, Nova Scotia, das Studium (S. 146). Als der Vater im Januar 1949 verstirbt, telegraphiert ihm der Bruder: Komm heim (S. 272). Art hat jedoch kein Geld und kann erst im Mai nach Neufundland zurück. Er arbeitet nicht lange als Agrartechniker in St. John’s. Landwirtschaft ist auf der rauen Insel schier unmöglich. Art findet eine Anstellung in der Forschungsstation für Fischereibelange im Kanadischen Amt für Biologie (S. 149) und wird Beamter der Bundesfischereibehörde (S. 161). Von 1992 bis 1998 halten sich Art und Genevieve bei einem Sohn in Alberta auf. Dort erleidet Art 1992 einen Herzinfarkt und 1998 einen Schlaganfall (S. 292). Trotzdem kehrt Art nach Neufundland zurück, und Wayne stellt aus diesem Anlass auf dem Flughafen St. John’s ein Empfangskomitee auf die Beine.
Art ist erbitterter Gegner der Konföderation mit Kanada. Der 22. Juli 1948, an dem die Neufundländer in einem Referendum mit knapper Mehrheit für die Konföderation mit Kanada stimmten, ist für ihn ein Unglückstag (S. 22).
Charlie, Jahrgang 1894, arbeitet werktags ab 4 Uhr morgens als Fischer und ab 9 Uhr für den Rest des Tages als Hufschmied. Charlie stirbt am 14. Januar 1949 in seiner Schmiede an einem Herzinfarkt (S. 236).

## Wayne
An der Konföderation mit Kanada scheiden sich um das Jahr 1948 herum in Neufundland die Geister. Waynes Väter samt deren Familien sind Anhänger der staatlichen Unabhängigkeit Neufundlands und somit Gegner der Konföderation (S. 269). Für Wayne, der erst 1958 geboren wird, ist der Staat Neufundland nur eine Geschichte (S. 269). Also tritt er mehr als Beobachter auf, der von der tief sitzenden Verbitterung des Vaters gutmütig Anteil nehmend erzählt.
Wayne, der 1980 bis 1992 zumeist in Toronto lebte (S. 272), bekommt 1992 von seinem Vater einen Anruf. Die Eltern wollen nach Alberta zu Waynes Brüdern ziehen. Art begründet: Das Neufundland, das ich kannte, gibt es nicht mehr (S. 271). Wayne kommt noch rechtzeitig in Neufundland an, um die Eltern vor ihrem Abflug in das 3000 Meilen entfernte Alberta zu verabschieden (S. 277).

## Das Land
Unstreitig sind die Beschreibung einiger Neufundland-Fahrten zu Wasser und zu Lande die erzählerischen Glanzlichter des Buches. Vier große Fahrten seien genannt.

### Der neue Amboss
Durch einen einzigen Hammerschlag ist Charlies alter Amboss zerborsten (S. 43). Auf ihrem Pferdefuhrwerk fahren Charlie und Art die 40 Meilen von Ferryland nach St. John’s. Charlie ist wählerisch. Auf einer zeitraubenden Tour geht es durch die Gießereien in St. John’s, bis der rechte neue Amboss gefunden ist. Der wird aufgeladen und die Rückfahrt wird sogleich angetreten. Denn eine lange Reihe Pferde wartet vor der Schmiede am Gatter angeleint und will beschlagen werden. Während des Zwischenhalts im Laden des Fischhändlers – Charlie nimmt Großpackungen Hafer oder Mehl (S. 54) mit – wird offenbar, was der Leser schon zuvor ahnte. Charlie hat nicht einmal das Geld, um den hungrigen Art eine Pfefferminztafel oder Geleebonbons (S. 53) zu kaufen. Die Abwicklung des Geschäfts erfolgt bargeldlos über das Naturallohnsystem (S. 54). Charlie, bei aller Arbeit arm wie eine Kirchenmaus, ist von der Willkür des Händlers abhängig: Wird er neuen Kredit bekommen?

### Der Milzriss
Für ihren Kühlschrank im Keller schneiden Charlie und Art am 12. März 1947 weitab von der Schmiede auf einem tief zugefrorenen Teich Blöcke aus dem Eis. Zahlungswillige Kunden aus Ferryland sollen ebenfalls mit der zweispännigen Schlittenfuhre beliefert werden. Im Dunkeln auf der Rückfahrt stürzt Art samt Pferd und Fuhre einen Abhang hinab. Art wird zum Glück von den Eisblöcken nicht getroffen und kann aus eigener Kraft zum wartenden Vater aufsteigen. Art hat sich innerlich verletzt. Er schafft den Heimweg nur, indem er sich am heilen Pferd im Marschieren anklammert (S. 145).

### Auf der Eisenbahn
Art nimmt den halbwüchsigen Wayne auf eine Bahnfahrt quer über die Insel und zurück mit. Eine Durchquerung ist immerhin 638 Meilen lang (S. 117). Der Zug braucht für eine Tour genau einen Tag, falls er nicht im Schnee stecken bleibt. Unterwegs trinkt Art Ginger Ale und Roggenwhisky (S. 127) und sucht erfolgreich Streit mit den Befürwortern der Konföderation.

### Seegang
Ab 1971 macht Art Inspektionsfahrten auf der Belle Bay entlang der Südküste Neufundlands. Der betrunkene Kapitän laviert Art bei Sturm sicher zwischen den hohen Wellenkämmen von Fischfabrik zu Fischfabrik. Als eine der Fabriken wegen mangelhafter hygienischer Bedingungen geschlossen werden soll, wird Art von der erbosten Bevölkerung als Stadtschnösel und Kanadier beschimpft. Während sich die Spitzeltruppe (S. 186) fluchtartig auf die Belle Bay zurückzieht, bewahrt Art Haltung und wird dafür mit totem Fisch bombardiert (S. 185). Art scheint auf seinen Inspektionsfahrten alle Tiefdruckgebiete auf sein Haupt zu ziehen. Auch später, nachdem Art 55-jährig in den vorgezogenen Ruhestand (S. 224) geht, als jüngere Beamte die lebensbedrohlichen Inspektionen auf dem Seewege übernehmen, bleibt er ein zwanghafter Barometerklopfer (S. 194).

## Das Herrenhaus
Im Frühjahr 1627 bezieht Lord Baltimore, Eigner der Kolonie Ferryland, in dem gleichnamigen Küstenort sein Herrenhaus. Die Überwinterung wird ein einziges Desaster. Der Lord zieht sich schon im darauf folgenden Jahr nach England zurück und verstirbt dort am 28. Juni 1632. Reste des Herrenhauses befinden sich unter der Ruine von Charlies Schmiede (305). Der tiefer liegende Sinn dieser Heimaterinnerungen (272), die im Original Baltimores Herrenhaus im Titel tragen (Mansion = Herrensitz), wurzelt genau in jenem Kontrast: Der Lord macht sich nach dem über alle Maßen strengen Winter auf und davon nach England, hingegen die Johnstons krallen sich geradezu an der Schmiede fest. Das Festhalten an der Heimat äußert sich u. a. in der starrköpfigen gegnerischen Haltung der Johnstons zur Konföderationsfrage.

## Das Geheimnis
Wayne vermutet, Art bewahre ein Familiengeheimnis. Von dem habe Charlie dem Sohn am Strand unter vier Augen Mitteilung gemacht, als sich dieser vor Studienantritt vom Vater verabschiedete. Wayne beobachtet Arts merkwürdiges Verhalten nach besonderen Anlässen. Während einer Familienzusammenkunft wettert Art zum Beispiel über jene „Konföderationsgegner“, die in der Abgeschiedenheit der Wahlkabine für die Konföderation gestimmt hätten und hinterher öffentlich als Konföderationsgegner aufträten. Nach solchen Anlässen fragt Wayne, wenn er den Mut aufbringt, seinen Vater, was damals am Strand zwischen ihm und Charlie war. Art gibt das Geheimnis nicht preis. Der Leser aber weiß mehr. Es sieht ganz so aus, als habe Charlie im Schutz der Wahlkabine das Unfassliche getan: Heimlich auf dem Stimmzettel sein Kreuz für die Konföderation mit Kanada gemacht (S. 290).

## Der Mythos
Ort der Handlung ist überwiegend Avalon, jene Halbinsel auf Neufundland, die den Namen des bekannteren im Nebel verborgenen Ortes Avalon in Britannien trägt. Wenn sich die Protagonisten dem Isthmus zwischen Avalon und der Hauptinsel Neufundland nähern, so zwingen denn auch meist wallende Nebel zum Rückzug. Arthur Reginald hat Charlie seinen Sohn genannt nach Artus. Und Reginald heißt König.

## Zitate
- So lange man eine Insel nicht verlässt, ist sie die Welt (S. 143).
- Bedivere fragt Artus: Was soll aus mir werden, nun, da du von mir gehst und mich hier inmitten meiner Feinde alleine lässt? (S. 315)

## Deutsche Ausgaben
- Wayne Johnston: Das Land meiner Väter, dt. von Gerlinde Schermer-Rauwolf und Robert A. Weiß. Hoffmann und Campe, Hamburg 2003, ISBN 3-455-03687-2; btb, München 2005, ISBN 3-442-73355-3

## Auszeichnungen
- 2000: Charles Taylor Prize for literary non-fiction[1](RBC Taylor Prize)[2]